# Nänie
Nänie (lateinisch nenia oder naenia) ist die Bezeichnung für eine Trauergöttin oder einen Trauergesang, der Leichenzüge im antiken Rom begleitete. Da diese Gesänge nicht schriftlich fixiert waren, ist über ihre Herkunft und Form nur wenig überliefert. Es gilt als wahrscheinlich, dass sie tradierte Texte und Melodien umfassten und durch Flöte oder Laute begleitet wurden. Erwähnung findet die Nänie unter anderem bei Sueton und Seneca dem Jüngeren. Bei Horaz und Ovid erscheint „Nänie“ darüber hinaus in der Bedeutung eines Kinder- oder Zauberliedes. Bisweilen wird der Begriff auch synonym zu Threnos verwendet, der antiken griechischen Bezeichnung für verschiedene Arten von Klageliedern.
Im Anschluss an den antiken Begriff wurde die Nänie in der Renaissance und Frühen Neuzeit von humanistischen Dichtern wie etwa Michael Marullus aufgenommen und als Literaturgattung gepflegt. So benutzte auch Erasmus von Rotterdam den Begriff Ende des 15. Jahrhunderts in seinem Nachruf auf Johannes Ockeghem, der von Johannes Lupi vertont wurde.
Das heute bekannteste literarische Werk mit dem Titel Nänie stammt von Friedrich Schiller, der den Begriff als Titel eines 1800 erschienenen Gedichts verwendete („Auch das Schöne muß sterben!“), das sowohl inhaltlich durch zahlreiche Beispiele aus der griechischen Mythologie als auch in der gewählten Versform des Distichons Bezug zur griechischen Antike nimmt. Eine chorische Vertonung schuf zunächst 1874  Hermann Goetz, dessen Version auch in Wien erklang (1880). Johannes Brahms vertonte das Gedicht 1880/81 zum Andenken an den Maler Anselm Feuerbach für Chor und Orchester (op. 82). Carl Orffs Version kam 1956 in Bremen heraus und wurde später als zweiter Satz in den Zyklus Dithyrambi aufgenommen, der seine Uraufführung am 22. November 1987 mit dem Chor des Bayerischen Rundfunks in München erlebte.

## SchillersNänie

### Entstehung

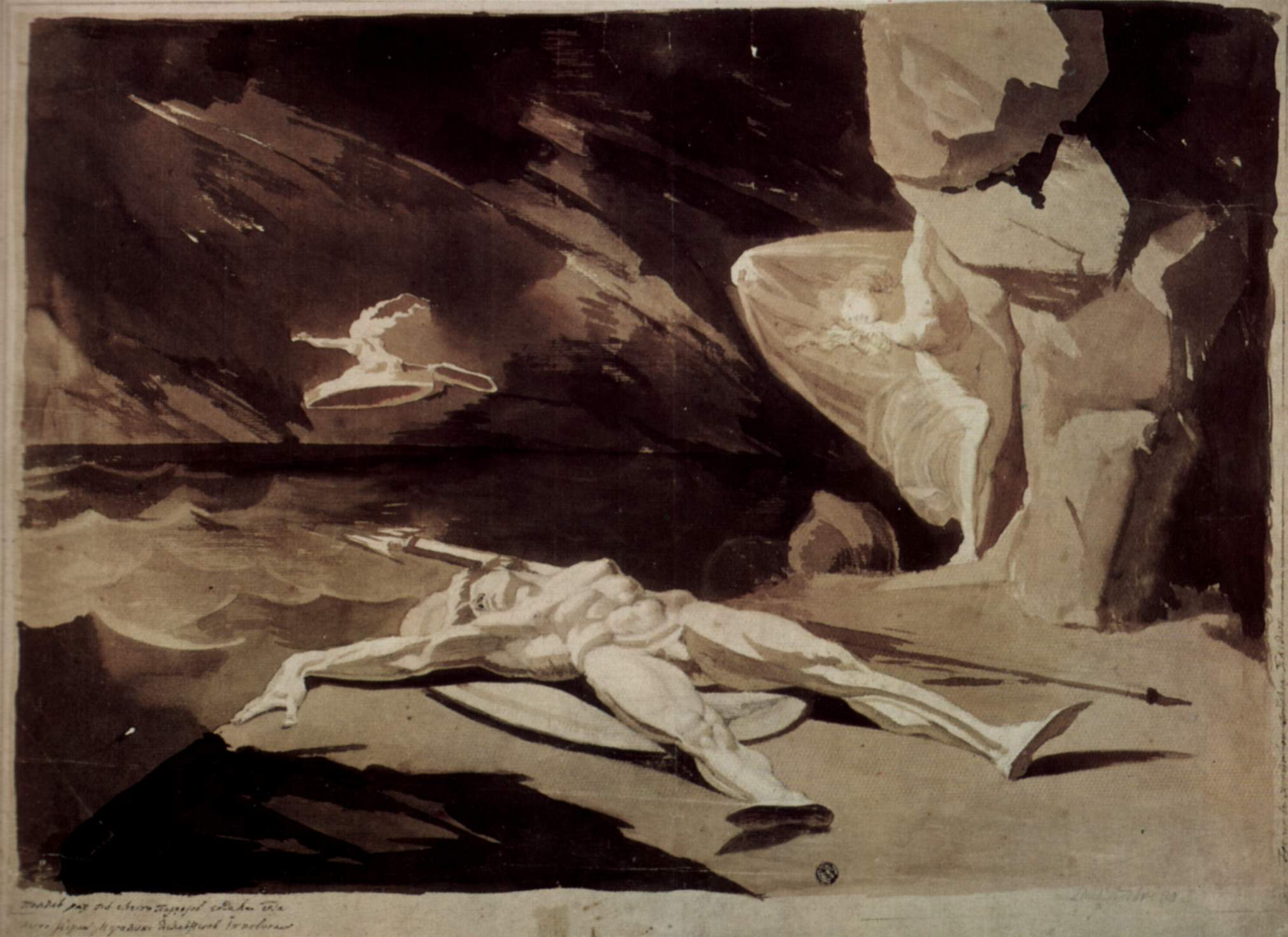
Thetis beweint den toten Achilleus, Johann Heinrich Füssli, 1780

Schillers Nänie erschien erstmals 1800 im Band Gedichte von Friedrich Schiller, Erster Theil  und entstand vermutlich 1799, kurz vor dessen Drucklegung. Es stammt also aus der Zeit der Weimarer Klassik, deren Literatur sich mit griechischen Epen und Mythen auseinandersetzte, den Idealen antiker Ästhetik folgte und Formen antiker Dichtkunst übernahm. Es handelt sich, vom Lied von der Glocke abgesehen, um Schillers letztes veröffentlichtes Gedicht.
Als unmittelbare Einflüsse Schillers gelten Goethes Gedicht Euphrosyne, das inhaltliche und formale Parallelen zur Nänie aufweist und in Schillers Musen-Almanach für das Jahr 1799 erschienen war, sowie Goethes Achilleis und Schillers Auseinandersetzung mit dem „Tod des Schönen“ im Rahmen seiner Arbeit an Wallensteins Tod. Der kunstphilosophische Gehalt des Gedichts zeugt von der Beschäftigung des Dichters mit Karl Philipp Moritz’ Über die bildende Nachahmung des Schönen (1788).

### Vollständiger Text
Nänie
Auch das Schöne muß sterben! Das Menschen und Götter bezwinget,

    Nicht die eherne Brust rührt es des stygischen Zeus.

Einmal nur erweichte die Liebe den Schattenbeherrscher,

    Und an der Schwelle noch, streng, rief er zurück sein Geschenk.

Nicht stillt Aphrodite dem schönen Knaben die Wunde,

    Die in den zierlichen Leib grausam der Eber geritzt.

Nicht errettet den göttlichen Held die unsterbliche Mutter,

    Wann er, am skäischen Tor fallend, sein Schicksal erfüllt.

Aber sie steigt aus dem Meer mit allen Töchtern des Nereus,

    Und die Klage hebt an um den verherrlichten Sohn.

Siehe! Da weinen die Götter, es weinen die Göttinnen alle,

    Daß das Schöne vergeht, daß das Vollkommene stirbt.

Auch ein Klaglied zu sein im Mund der Geliebten ist herrlich;

    Denn das Gemeine geht klanglos zum Orkus hinab.

### Interpretation
Inhaltliche Aussagen
Gegenstand des Klagegesangs in Schillers Nänie ist nicht der Tod eines konkreten Menschen, sondern eines Abstraktums, des „Schönen“ an sich. Dies wird zum einen in den durchweg abstrakten Begriffen deutlich („das Schöne“, „das Vollkommene“), zum anderen in der Tatsache, dass Schiller die Eingangsthese „Auch das Schöne muß sterben!“ zwar durch drei Beispiele aus der griechischen Mythologie illustriert, dabei jedoch die Namen der Verstorbenen nicht nennt und ihr individuelles Schicksal somit in den Hintergrund treten lässt. Auch Hades, der Gott der Unterwelt, wird nicht beim Namen genannt, sondern sowohl als „stygischer Zeus“ umschrieben (von Styx, dem Fluss der Unterwelt, und Zeus, dem mächtigsten Gott der antiken Griechen) als auch als „Schattenbeherrscher“. Das Gedicht setzt voraus, dass der Leser die Mythen kennt, auf die die Distichen zwei bis vier anspielen: Den Versuch des Sängers Orpheus, seine Braut Eurydike aus der Unterwelt zu retten, die Trauer der Göttin Aphrodite um ihren Geliebten Adonis und das Unvermögen der Meeresnymphe Thetis, ihren Sohn Achilles vor dem Tod zu bewahren.
Der fünfte Doppelvers kündigt mit dem einleitenden Wort „Aber“ einen neuen Gedankengang an: Er berichtet von dem Klagegesang der Thetis um ihren gefallenen Sohn, dem sich laut der Odyssee alle Nereiden und Musen anschlossen und der Menschen wie Götter 17 Tage lang zu Tränen rührte (sechstes Distichon). Im letzten Doppelvers schließt Schiller daraus, dass es auch „herrlich“ sei, als Klaglied „im Mund der Geliebten“ geführt zu werden. Das Schöne hat somit die Möglichkeit, nach seinem irdischen Ende in der Kunst weiterzuleben. Diese tröstliche Erkenntnis wird wie das erste, klagende Distichon mit dem Wort „Auch“ eingeleitet und diesem somit unmittelbar gegenübergestellt. Die Nänie lässt sich also sowohl als Klagegesang als auch als Reflexion über diesen auffassen. Dieser Zwiespalt gilt als typisch für Schillers Lyrik: „Die Empfindung wird nie aus dem Griff des reflektierenden Verstandes entlassen.“ (Ernst Osterkamp)
Formale Aspekte
Als Versform der Nänie wählt Schiller das Distichon, bei dem jeder Doppelvers aus einem Hexameter und einem Pentameter zusammengesetzt ist. In der Antike kam diese Form einerseits in der klagenden Elegie zum Einsatz, andererseits im Epigramm, das in pointierter Form, oft in einem einzigen Distichon, einen Gedankengang ausdrückt. Die Nänie ist nicht eindeutig einer dieser Gedichtarten zuzuordnen, da sie sowohl Aspekte eines Klaglieds als auch solche gedanklicher Reflexion umfasst. Diese Sonderstellung kommt auch in der Anordnung des Gedichts innerhalb der posthum erschienenen, aber noch von Schiller selbst vorbereiteten Prachtausgabe seiner Gedichte zum Ausdruck: Innerhalb des dritten Buchs, das die Elegien und Epigramme enthält, steht es an vorletzter Stelle, im Anschluss an eine Reihe von Epigrammen, die mit Votivtafeln überschrieben sind, und gefolgt vom Gedicht Die Zerstörung von Troja, das als einziges des Bandes nicht in Distichen verfasst ist.

### Rezeption
Das Gedicht war bei seiner Ersterscheinung das viertletzte eines Sammelbands und stieß als eines unter vielen zunächst auf wenig Resonanz. Es gibt auch keinen Hinweis darauf, dass es für Schiller selbst eine ausgezeichnete Stellung gehabt hätte. Weder von ihm noch aus seinem Bekanntenkreis ist eine Äußerung über die Nänie bekannt. Heute zählt das Werk dagegen zu den beliebtesten Gedichten Schillers, es ist in zahlreichen Lyriksammlungen vertreten und regelmäßig Gegenstand des Schulunterrichts.
Schillers Nänie inspirierte zwei Komponisten der Romantik zu Chorwerken: Die bekanntere Umsetzung stammt von Johannes Brahms (op. 82 von 1881), der deutsche Komponist Hermann Goetz hatte das Gedicht jedoch bereits 1874 zur Vorlage für sein op. 10 genommen.

## Brahms’Nänie

### Entstehung
Brahms begann die Arbeit an der Vertonung von Schillers Nänie im Frühjahr 1880 als Reaktion auf den Tod eines Freundes, des Malers Anselm Feuerbach. Mit der Auswahl einer Textvorlage, die in Titel, Motiven und Form einen Bezug zur griechischen Antike herstellt, verwies Brahms hierbei auf die antiken Sujets, die Feuerbach bevorzugte. Nach einer Arbeitsunterbrechung stellte er das Werk im Sommer 1881 fertig und widmete es Henriette Feuerbach, der Stiefmutter des Malers. Die Nänie entstand somit gut zehn Jahre nach Brahms’ bekanntestem Chorwerk, dem Deutschen Requiem op. 45, das in vergleichbarer Weise einen musikalischen Ausgleich zwischen der Trauer um einen Verstorbenen und der Tröstung der Hinterbliebenen herstellt.

### Musikalische Umsetzung der Textvorlage
Die Stimmung von Brahms’ Komposition wird allgemein als sanft, undramatisch und versöhnlich beschrieben. Es ist bezeichnend für die Atmosphäre des Werks, dass es als Klagegesang ganz in Dur-Tonarten steht.
Formell gliedert Brahms den Text in drei Teile, die der inhaltlichen Gestaltung des Gedichts entsprechen: Die 24 Takte dauernde orchestrale Einleitung ist von Seufzermotiven durchzogen und führt in der Oboe bereits das Thema des ersten Teils ein. Formteil A, in andante, D-Dur und 6/4-Takt gehalten, vertont daraufhin die ersten vier Distichen, die den Tod des Schönen beklagen und durch drei mythologische Beispiele illustrieren. Dabei beginnt der Sopran mit der Feststellung „Auch das Schöne muß sterben“, die übrigen Stimmen kommen fugenartig nach und nach hinzu. Das Crescendo gipfelt in der homophonen Klage darüber, dass das Schöne allein Hades, den Herrscher der Unterwelt, nicht rühren könne. Nach einer kurzen Zäsur beginnt der Bass in Takt 47 den Text des zweiten Distichons mit einer Variation des Fugenthemas. Auch diese Passage mündet, bei der Erinnerung an das Scheitern Orpheus’, in einer Homophonie, die das komplette Werk durchzieht, wenn es darum geht, eindringlich die Unausweichlichkeit des Todes zu beschreiben. Der dritte Doppelvers erinnert daran, wie Aphrodite dem auf der Jagd verwundeten Adonis zur Hilfe eilt. Musikalisch findet dies darin Ausdruck, dass in Takt 65 zunächst die Männerstimmen beginnen, Alt und Sopran zwei Takte später im Kanon einsetzen. Der Beschreibung des Keilers, der Adonis die tödliche Wunde zufügt, verleiht Brahms durch eine kraftvolle Hemiole Nachdruck, die den Abschluss jedes der ersten vier Distichen bildet. Mit dem Tod des Achilles folgt nun, der Chor durchgehend in forte und von bewegten Streicherfiguren begleitet, die dramatischste Passage des Werks, das ab Takt 81 bei den Worten „sein Schicksal erfüllt“ seinen dynamischen Höhepunkt erreicht.
Teil B ab Takt 85 basiert auf dem fünften und sechsten Distichon, die von Thetis’ Klage und deren Wirkung auf Menschen und Götter berichten. Dieser inhaltliche Wendepunkt findet in der Musik durch einen Wechsel nach Fis-Dur seine Entsprechung; darüber hinaus steht dieser Teil im 4/4-Takt und einem gehaltenen Tempo (Più sostenuto). Das Aufsteigen der Nymphe aus dem Meer gibt Brahms durch eine unisono aufsteigende Linie wieder und auch die pizzicato gespielten Streicher können als tonmalerische Ausgestaltung des Wassers aufgefasst werden. Infolge der Gliederung entfällt eine unterschiedliche Textmenge auf die musikalischen Formteile, so dass Textwiederholungen zum Ende hin häufiger werden. Brahms nutzt diese Situation, um der Klage „aller Götter“ durch eine doppelte Vertonung des sechsten Distichons größeren Nachdruck zu geben. Das Weinen, insbesondere der Göttinnen, ist hierbei chromatisch ausgestaltet. Die erste Ausführung ab Takt 97 beginnt piano und steigert sich zur forte vorgebrachten Klage darüber, „daß das Vollkommene stirbt“. Die zweite Vertonung ab Takt 119 schließt daran in forte an, mündet jedoch im dynamischen Tiefpunkt des Werks, einer beinahe a cappella gesungenen Pianissimo-Stelle des Chors ab Takt 137.

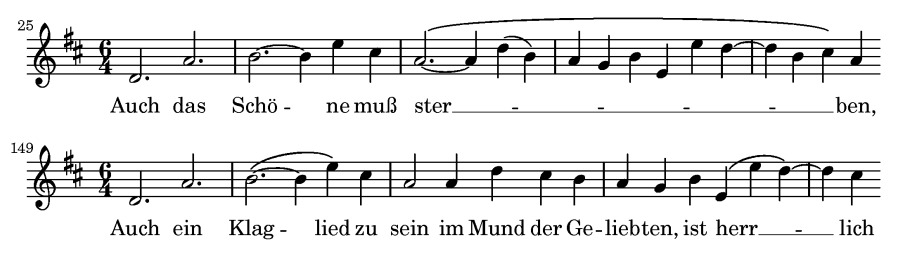
Ein Vergleich des Soprans in den Takten 25 und 149 zeigt, wie das Anfangsthema im Formteil A' wieder aufgenommen wird.

In den Takten 141–181 kehrt Teil G zu Tempo, Takt und Tonart des A-Teils zurück und greift nach einer achttaktigen instrumentalen Überleitung auch dessen Thema auf, um fugenartig das abschließende Distichon „Auch ein Klaglied zu sein …“ zu vertonen (siehe Notenbeispiel). Diese Bogenform betont die bei Schiller bereits angelegte Gegenüberstellung der Klage zu Beginn mit dem tröstlichen Gedanken am Schluss des Gedichts. Dem letzten Vers („das Gemeine geht klanglos zum Orkus hinab“) widmet Brahms nur wenige Takte, in denen er nochmals, diesmal jedoch in piano, wie in Teil A mit einer homophonen Hemiole an den Tod erinnert. Anschließend betont er den positiven Aspekt des Schlussgedankens, indem er ab Takt 162 den vorletzten Vers („Auch ein Klaglied zu sein  ...… ist herrlich“) erneut aufgreift und abschließend mehrfach auf dem Wort „herrlich“ insistiert.

### Einfluss der Vertonung durch Goetz
Schon sechs Jahre bevor Brahms die Arbeit an seiner Nänie aufnahm, hatte der Komponist Hermann Goetz denselben Text vertont. Sein Satz wurde im Februar 1880, kurz nach Feuerbachs Tod, in der Gesellschaft der Musikfreunde in Wien aufgeführt. Auch wenn nicht bekannt ist, ob Brahms der Aufführung beiwohnte und er die Noten zu Goetz’ Vertonung nicht besaß, ist es wahrscheinlich, dass er das frühere Werk, welches auch unter dem Titel „Nenie“ geführt wird, kannte.
Die Umsetzungen beider Komponisten unterscheiden sich jedoch in wesentlichen Punkten: Die Fassung von Goetz ist dramatischer und stellt Trauer und Klagegesang stärker in den Vordergrund als die von Brahms. Goetz weist außerdem, ähnlich wie in einem Oratorium, Teilen des Chors die Rollen der im Gedicht Handelnden zu. So verkörpert bei ihm etwa der Tenor Orpheus, Sopran und Alt stellen die Töchter des Nereus dar. Brahms verzichtet darauf und legt stattdessen größeren Wert auf den Ideengehalt des Gedichts. So betont er durch die musikalische Bogenform die inhaltliche Gegenüberstellung des ersten mit dem letzten Distichon, während Goetz seine Vertonung geradlinig durchkomponiert. Eine bemerkenswerte Parallele ist dagegen, dass beide Komponisten ihre Werke mit dem vorletzten Vers des Gedichts und einer Wiederholung des Wortes „herrlich“ enden lassen.

### Rezeption
Die Uraufführung von Brahms’ Nänie fand am 6. Dezember 1881 in Zürich statt. Im gleichen Monat erschien das Werk auch im Druck. Das Konzert hinterließ beim Publikum einen tiefen Eindruck und wurde auch finanziell ein Erfolg, so dass der Vorstand der Tonhalle als Anerkennung für Brahms einen silbernen Pokal anfertigen ließ. Weitere Aufführungen folgten rasch, darunter 1882 in Wien. Heute zählt das ca. 15 Minuten dauernde Werk nach dem Deutschen Requiem op. 45 und in einer Reihe mit der Rhapsodie für Alt-Solo, Männerchor und Orchester op. 53, dem Schicksalslied op. 54 und dem Gesang der Parzen op. 89 zu den bekannteren Chorwerken Brahms’.